# Имам дечка немирног
Имам дечка немирног је први албум Драгане Мирковић, издат је 1984. године. 
Овај албум Драгана је снимила са 16 година, када није ни помишљала да ће једног дана постати једна од највећих звезда наше музичке сцене. Када је снимила цео албум, песме су остале на обради а она се вратила кући у Касидол. Мислила је да им се није допала и да од албума неће бити ништа, па је наставила са свакодневним животом, све док једног дана, сасвим случајно, на радију није чула своју песму „Имам дечка немирног”, која је јако брзо постала хит. Поред насловне издвојила се и песма „Сањала сам наше венчање”.

## Списак песама
1. Имам дечка немирног 
(Н. Урошевић)
2. Утеши ме, тужна сам 
(Н. Урошевић - Ј. Урошевић - Т. Миљић)
3. Знаш да носим прстен твој 
(Н. Урошевић - Р. Стокић - Т. Миљић)
4. Хаљиница плаве боје 
(Н. Урошевић - Р. Качаревић-Кача)
5. Хеј, младићу, баш си шик 
(Н. Урошевић)
6. Сањала сам наше венчање 
(Н. Урошевић - Ј. Урошевић - Т. Миљић)
7. Пролеће је, само мени није 
(Н. Урошевић - Р. Стокић - Н. Николић)
8. Теби треба жена као ја 
(Р. Стокић - арр. Т. Миљић)